# Église méthodiste de Tallinn
L'église méthodiste de Tallinn (estonien : Tallinna metodisti kirik) est une église méthodiste située dans le quartier de Kadriorg à Tallinn en Estonie

## Histoire
La construction de l'église a commencé en 1994, lorsque le terrain à bâtir a été béni le 28 mai 1994.
La première pierre a été posée le 1er octobre 1994 et l'église a été consacrée le 10 septembre 2000.
L'église a été conçue par les architectes Vilen Künnapu et Ain Padrik, et l'église a été achevée grâce à l'argent collecté par des dons.
Le motif du bâtiment est l'arche de Noé.
L'église est utilisée par la congrégation EMK Tallinna kogudus et le séminaire Eesti Metodisti Kiriku Teoloogiline Seminar.

## Galerie

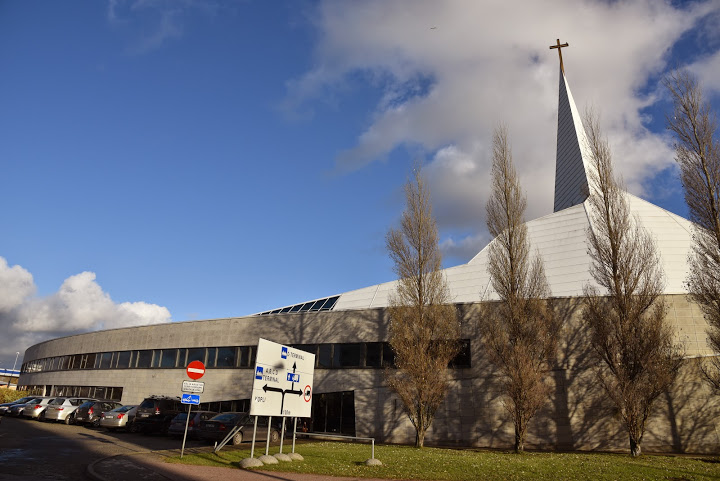
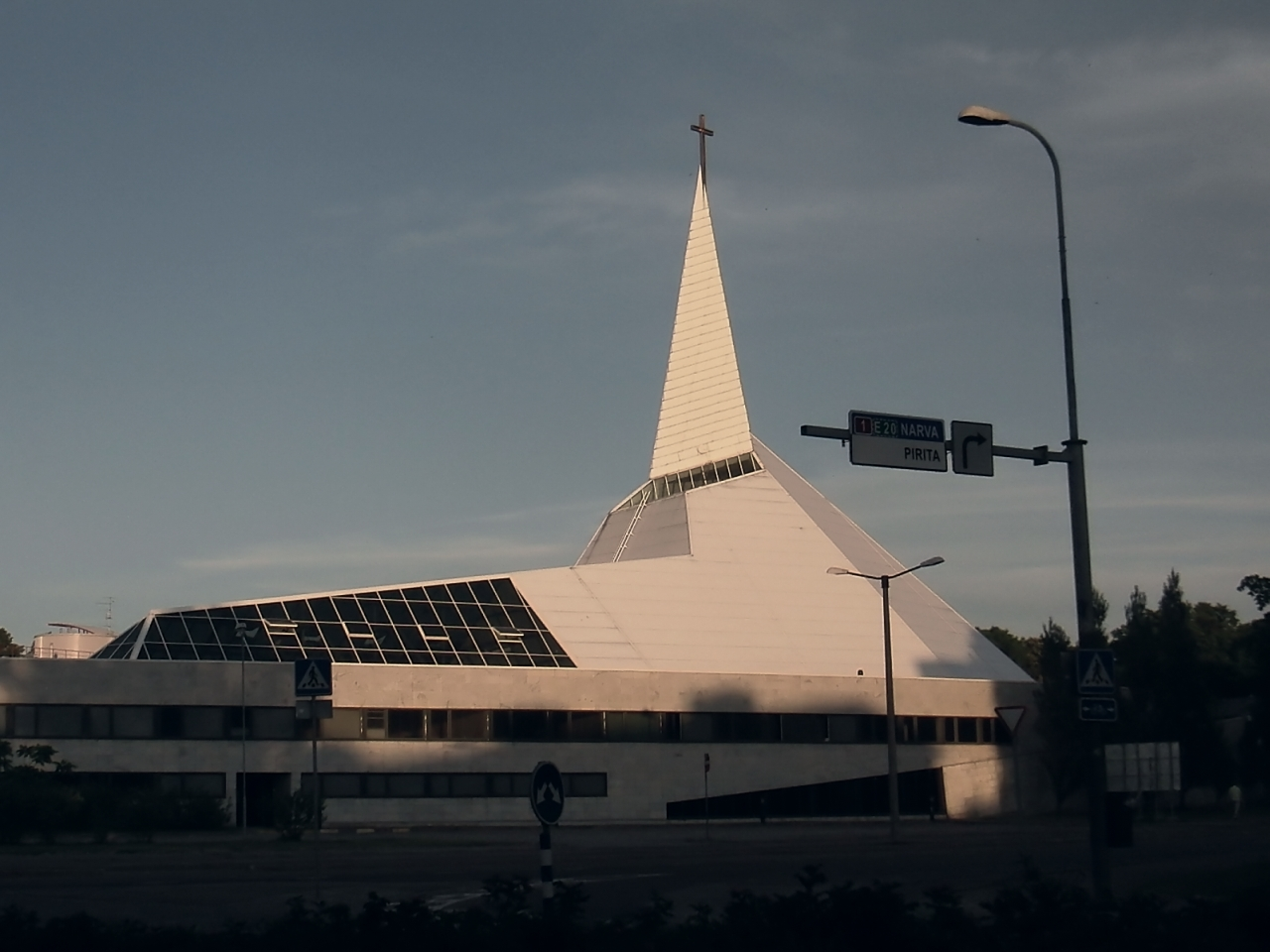